# Яковенко Петро Георгійович
Яковенко Петро Георгійович (нар. 12 липня 1955, Київ) — український культуролог, журналіст, мистецтвознавець, громадський діяч, член Національної спілки журналістів України з 1982 р., літературний псевдонім — Петро Щуцький. Автор понад 500 публікацій: дослідницьких праць з історії України,  західної музичної  контркультури, мистецького   андеграунду, публіцистичних статей з питань політики у вітчизняній та зарубіжній пресі.

## Життєпис
Народився 12 липня 1955 р. у Києві у родині службовців. Мати  — Тугай Анастасія Федорівна —лікар стоматолог, батько — Яковенко Георгій Климентійович — фінансист. Своїм літературним псевдонімом (Щуцький) обрав прізвище бабусі, батькової матері Ксенії Щуцької, яка мешкала у м.Малині Житомирської області у своєму невеличкому дворянському маєтку разом з чоловіком Климентом Яковенком, інженером залізничної  Малинської станції  дільниці Київ-Коростень  Південно-Західної залізниці (збудованої у 1902).

Після закінчення Київської середньої школи  № 27 навчався на філологічному факультеті Київського педагогічного інституту який закінчив у 1976 р. Значний вплив на формування його творчої особистості мала Віра Денисівна Войтушенко (1915-1982), доктор філологічних наук, відомий літературознавець, дружина письменника  В. Собка. Вона навчала аналітично мислити, працювати з першоджерелами та об'єктивно їх оцінювати.
По закінченні вишу Петро займався редакційно-видавничою справою, працюючи на різних посадах у видавництвах та періодичних виданнях України, політичною та громадською діяльністю. 

1976 – 1979  —  редактор у   Видавництві політичної літератури.
 
У 1982 Петра Яковенка  було прийнято до  Спілки журналістів СРСР, згодом до Національної спілки журналістів України. 

1979 – 1991  — редактор  «Українського історичного журналу» Інституту історії АН УРСР.

1991 – 1998  — завідувач відділом журналу  «Віче» Верховної ради України . 

1999 – 2003  —консультант депутатської фракції «Народний рух України»;консультант Комітету Верховної Ради України з питань фінансів і банківської діяльності (поза штатом) 

2003 – 2009  —  помічник-консультант   декількох    народних депутатів України. 

Петро Яковенко у 2019 році.

Постійно друкує публіцистичні й оглядові матеріали у провідних українських періодичних виданнях  на теми вітчизняної й західної культури, політики та економіки: Голос України, День, «Ранок», Зовнішні справи та ін.
  
Був  колумністом журналів «Старт»,  «Однокласник», газети «Культура і життя».
Дружина — художниця  Олена Голуб; дочка — Голуб Ганна Леонідівна (н.1974), син — Яковенко Андрій Петрович (н.1985); онуки —  Анастасія Мордашова (н.1992) і Лея Яковенко (н.2017).

## Нагороди
- Почесна відзнака Суперінтенданції пенсійних фондів Аргентини (2000)
- Почесна відзнака та Грамота  Київського міського голови (2000)
- Відзнака Світового банку (2000)

## Творча і політична діяльність
Творча вдача Петра Яковенка виявилась у широкому діапазоні висвітлюваних ним тем, до яких його  спрямовувала допитливість, спостережливість і вміння аналітичного співставлення різномасштабних процесів. В його публікаціях за яскраво змальованими деталями проглядає глибока  продуманість. Свою думку завжди підсилює емоціями, які не залишають читача байдужими, а  ставлять перед вибором власної  морально-етичної позиції.

Важливим внеском у процес піднесення національної свідомості та розбудови держави стала низка розвідок в історичне минуле України. П. Яковенко  активно висвітлює  думки тих істориків, які споріднені його власним.  Серед них рефлексії на наукові праці одного з перших дослідників історії козаччини   Івана Гуржія та  продовжувача його справи  Олександра. Високою публіцистичною напругою сповнене інтерв’ю «Чи є вихід з лабіринту історії?» з   Д. Яневським, який на той час досліджував період 1917-1919, що охоплював Лютнневу революцію, Центральну Раду,  УНР  тощо. П.Яковенко задає  майже риторичне запитання: «Чи не здається Вам, що сьогодні історикові треба підкотити рукави і взятися до діла – з руїн підняти рідну історію, сказати правду про наше болісне минуле. Це ще й справжнє подвижництво – навчати людей історії свого народу, щоб вони не цуралися її. Що знають у нас, приміром, про «Акт злуки» – документ, який юридично зв’язав у єдиному державному утворенні українські землі?».
Чимало нез’ясованих питань  журналіст виявив разом з науковцем  В. Верстюком, автором книги «Махновщина. Селянський повстанський рух в Україні (1918-1921)».

Справжньою науковою сенсацією стала свого часу наукова праця «Україна: Історія» українського вченого з Канади  Ореста Субтельного, який спростовував радянські застарілі твердження. Серед тих, хто разом із науковцем захищав правдивий погляд на історію України, став Петро Яковенко, автор першої рецензії на перше й третє видання книги українською мовою (переклад з англійської  Ю. Шевчука). Книга викликала полеміку і навіть обурення прорадянськи  та  проросійсько налаштованих осіб з їхніми негативними відгуками. Тому тоді, у 1991 Оресту Субтельному була важливою підтримка з батьківщини і позитивний відгук  рецензента,  за який науковець його подякував, зателефонувавши з Торонто й вислухавши деякі пропозиції.  П. Яковенко відзначив у рефераті до третього видання: «…що дуже похвально, вчений зважив на зроблені в  першій рецензії деякі зауваження й пропозиції... Принцип формаційності (він панував у радянській історичній науці) годі й шукати в рецензованій книжці. Перед нами  –  власне історія України від найдавніших часів і донині як елемент загальноісторичного розвитку. Тобто якісно інший метод наукового аналізу проблеми»..

Втім, проблеми сучасності турбували  публіциста чи не найбільше, і серед них ті, що склалися під тиском тоталітаризму та гальмували вільний вияв самосвідомості  не одного покоління. «Доволі  тривалий період в історії ми мали обмежені  контакти із закордонними країнами, з представниками мистецтва. З’являлися  численні заборони, громадський осуд тих, хто їм не підкорявся…Рок -музика потрапила в опалу. Природно, що народилася протидія... Точилася  прихована боротьба за право слухати  «свою» музику… Рок для покоління 60-х торував дорогу до  культурного шару, який також лежав під важкою балкою з написом «нє пущать!» Там чиновники намагались сховати філософські трактати   В. Розанова,  М. Бердяєва,  П. Флоренського,  книги  В. Набокова,   М. Булгакова,   О. Мандельштама.». Саме  як «вхід до скарбниці духу» розглядав П. Яковенко  захоплення молоді забороненою музикою,  виявляючи в ньому явище  контркультури та співставляючи з тією низькопробною музичною продукцією, яку поставляє  масова культура.
 
Цей ракурс, далекий від розважальності, відчувався владними структурами як загроза, хоч і непряма, їхньому пануванню. Питання, під яким кутом робити музичні огляди, прискіпливо обговорювались на горі партійної структури, звідки йшла вказівка  працівникам редакцій  подавати «буржуазну» культуру лише негативно.  Проте тогочасна молодь, розуміючи «езопову мову» часу, залюбки розкуповувала ті публікації, де йшлося про рок-кумирів, миттєво змінюючи мінус на плюс. Значні тиражі збирали журнали «Всесвіт», «Вітчизна», «Дніпро», «Київ»  та інші з публікаціями про західне мистецтво.

Статті П. Яковенка підтримували  також митців  андерґраунду у «боротьбі за право малювати свій живопис», представників   сучасного мистецтва з їх експериментами.. 

Журналіст і культуролог, прагнучи безросереднього впливу на позитивні зміни у суспільстві, заглиблюється у політичні процеси.  Наприкінці 1990-х початку 2000-х співпрацює з відомими українськими політиками та економістами. 
Політичні погляди П.Яковенка були близькими до тогочасного курсу Народного Руху України, що виявилося при знайомстві з В'ячеславом Чорноволом. На прохання лідера Руху  П.Яковенко виступив з політичними оглядами у газеті Час/Time (НРУ). Вони спрямовулись на ствердження самостійності України й розвінчували пропагандистські міфи Кремля.
 
Важливою діяльністю  прогресивних політиків став курс на  зміцнення міжнародних зв’язків. 

Упродовж 1992–1994 років П.Яковенко був політичним радником представництва в Україні Фонду Ф. Зайделя (Німеччина). За його сприяння був створений клуб політиків України та Німеччини, які мали змогу у неформальній обстановці обговорити нагальні політичні й економічні проблеми. Гостями клубу були такі відомі політичні діячі, як В. Масол, В. Гетьман. Брав участь у розробці  Конституції України    як помічник народного депутата України  Михайла Сироти. 

Був помічником і радником віце-прем'єр-міністра України В. Т. Ланового.  На  виборах президента України 1994 року  був  довіреною особою   незалежного кандидата В. Ланового, який  у першому турі посів 4 місце у рейтингу за підтримки 2 483 986 виборців (9,6%). Згодом разом з ним заснував Клуб політичних експертів за участі Фонду Ф. Еберта (Німеччина), на засідання якого запрошувалися провідні політичні діячі України та світу, зокрема, Л. Кравчук, В. Чорновіл,  Г.Удовенко,   В.Пинзеник,  відомі бізнесмени та фінансисти. За матеріалами цих дискусій було видано два збірники праць Клубу. 

Разом з народним депутатом ВР України В. Черняком  брав участь у розробці Програми пенсійної реформи в Україні, а також  Закону України «Про недержавні пенсійні фонди». У 1999 вів семінар з пенсійної реформи у  Гарвардському інституті міжнародного розвитку (HIID) (представництво у Києві).

## Книжкові відання
- Н. Мусіенко, П. Яковенко,  О. Голуб . Буржуазна  масова культура : нові часи, старі проблеми. —К.:  Мистецтво, 1988. ISBN 5-7715-0037-2(рос.)
- П. Г. Яковенко. Еволюційні зміни  в массовій культурі. К.: Інститут філософії АН УРСР, 1989. — 36 с. (рос.)
- Петр Яковенко. Эта многоликая рок-музыка. В сб. «Панорама-89». М.: Молодая гвардия,1989, стр. 153–168. ISBN 5-235-00360-8 (рос.)
- Петр Яковенко. Рок вокруг времени. В сб. «Отражение-90». М.: Молодая гвардия,1990 стр. 174–183. ISBN 5-235-00751-4 (рос.)
- В.  Т.  Лановий, П. Г. Яковенко (упорядники). Тіньова економіка, фінансова криза, державна політика. Міжнародний дискусійний клуб «Еко-Пол», Випуск 1.К.: Богдана, 1999.ISBN 966-7058-11-5
- В.  Т.  Лановий, П. Г. Яковенко (упорядники). Тіньова економіка, фінансова криза, державна політика. Міжнародний дискусійний клуб «Еко-Пол», Випуск 2.К.: Богдана, 2000.

## Вибрані публікації
- Петро Яковенко. Порочне коло. Всесвіт,1984,№ 1,
- Петро Яковенко. Кінець епохи рок-н-ролу. Дніпро, 1984, № 2, ст.116-121.
- Петро Яковенко. Спроба серйозної розмови про «несерйозну» музику. Вітчизна,  1985, № 7,
- Петро Яковенко. Ординарність ідолів. Київ, 1986, № 8,
- Петро Яковенко. А. И. Гуржий. Эволюция феодальных отношений на Левобережной Украине в первой половине 18 века. К., Наукова думка,1986 (реферат). Вопросы истории, 1987, № 3.
- Петро Яковенко. Орест Субтельний. Україна: Історія. (Рецензія). Політологічні читання, 1991, № 1, ст. 306–308
- Петро Яковенко. Чи є вихід з лабіринту історії? [Інтерв’ю з  Д. Яневським]. Київ, 1991, №3, ст.80-83
- Петр Яковенко. Рок 80-х: много шума из ничего. Молодежная эстрада,1992,№ 5-6, стр. 53-58 (рос.)
- Петро Яковенко.  В. Ф. Верстюк. Махновщина. Селянський повстанський рух на Україні (1919–1921). К.: Наукова думка, 1991 (реферат). Політологічні читання, 1992, № 2, ст. 306–307.
- Петро Яковенко. Нестор Махно: знайомий незнайомець. Віче, 1993, № 5
- Петро Яковенко. Історія, яку ми не знаємо. Віче, 1994, № 8,ст.151-154.
- Л. Мельник, П. Яковенко. Історичні кроки до незалежності:  О. Гуржій. Українська козацька держава в другій половині XYII- XYIII ст. К.: Основи.1996. (Реферат).  —  Віче, 1997, № 4, ст. 147–151
- Петро Яковенко. Другий вимір.//Час/Time. 1997, 4 січня.
- Петро Яковенко. Сучасне мистецтво в абатстві  бенедиктинців  Паннонгальми  [про діяльність УАЕМ, Агнес Хааш ,  Ружини Шпіцер та ін ].  Зовнішні справи ( UA  Foreign Affairs), №6, 2017,ст. 1,64